# 張仲哲
張仲哲祖籍普寧，香港企業家，香港楚汇集团創辦人、中国创新投资主要股東。

## 生平
在1979年到香港發展其後創業，現楚汇集团已涉足房地产开发、贸易等業務另外，任揭阳市政协委员、香港区潮人联会会长

1. ↑  旅港乡贤张仲哲捐资1500万元支持我市教育发展[永久]
2. ↑  【投资消息】新地(0016-HK)郭氏兄弟私投1.2亿元拓内地卡通
3. ↑  张仲哲冀领港潮联攀高峰
4. ↑  .   [2017-07-21]. （原始内容存档于2019-06-22）.
5. ↑  .   [2017-07-21]. （原始内容存档于2019-08-24）.
6. ↑  香港區潮人聯會 會長張仲哲 支持郭偉强